# Stenocatantops
Stenocatantops is een geslacht van rechtvleugeligen uit de familie veldsprinkhanen (Acrididae). De wetenschappelijke naam van dit geslacht is voor het eerst geldig gepubliceerd in 1953 door V. M. Dirsh. Als typesoort werd Gryllus splendens Thunberg, 1815 aangenomen.

## Soorten
Het geslacht Stenocatantops omvat de volgende soorten:
- Stenocatantops angustifrons (Walker, 1870)
- Stenocatantops brevipennis Zhong & Zheng, 2004
- Stenocatantops cornelii Willemse, 1968
- Stenocatantops exinsula (Willemse, 1934)
- Stenocatantops immaculatus Willemse, 1956
- Stenocatantops isolatus Willemse, 1968
- Stenocatantops keyi Willemse, 1968
- Stenocatantops mistshenkoi Willemse, 1968
- Stenocatantops nigrovittatus Yin & Yin, 2005
- Stenocatantops philippinensis Willemse, 1968
- Stenocatantops splendens (Thunberg, 1815)
- Stenocatantops transversa Willemse, 1953
- Stenocatantops unicolor Yin & Yin, 2005
- Stenocatantops vitripennis (Sjöstedt, 1920)